# Scilla madeirensis
Scilla madeirensis är en sparrisväxtart som beskrevs av Menezes. Scilla madeirensis ingår i släktet blåstjärnesläktet, och familjen sparrisväxter. Inga underarter finns listade i Catalogue of Life.